# Baracoa
Baracoa este un oraș din provincia Guantánamo, Cuba.